# شرکت بسته بندی کامبرلند

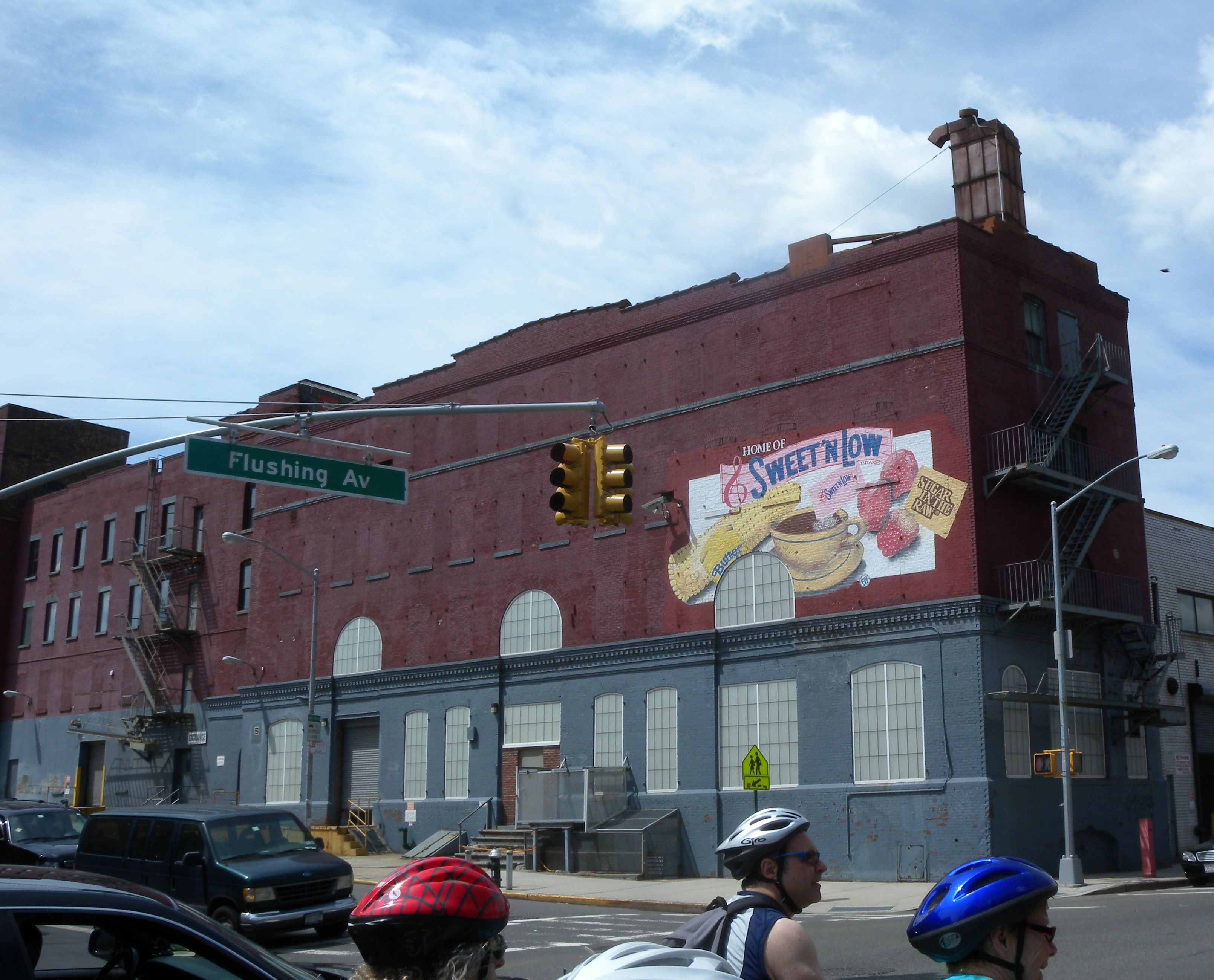
ساختمان کمپانی کامبرلند

شرکت بسته‌بندی کامبرلند (انگلیسی: Cumberland Packing Corporation) یک شرکت خصوصی است که در خیابان کامبرلند شماره ۲ واقع در بروکلین در ایالت نیویورک قرار دارد.
این کمپانی در سال ۱۹۴۵ میلادی توسط بنجامین آیزنشتات تأسیس شد و به علت تولید و پخش شیرین‌کننده رژیمی سوییت اند لو شهرت دارد.

## تاریخچه
کمپانی کامبرلند کار خود را با بسته‌بندی چای کیسه ای آغاز کرد. با بکارگیری تجهیزات مدرن برای بسته‌بندی چای، این شرکت نخستین بار عرضه شکر به صورت ساشه‌های کوچک را انجام داد که جایگزین مناسبی برای ظروف شیشه‌ای چندبار مصرف در رستوران‌ها و کافه‌ها بشمار می‌آمد.
در اوایل دهه ۷۰ میلادی، ماروین آیزنشتات، پسر بنجامین، برند (به انگلیسی: Sugar In The Raw) را راه اندازی کرد.